# Frederic Storck
Frederic Storck (Bucarest, 19 gennaio 1872 – Bucarest, 26 dicembre 1942) è stato uno scultore romeno.

## Biografia

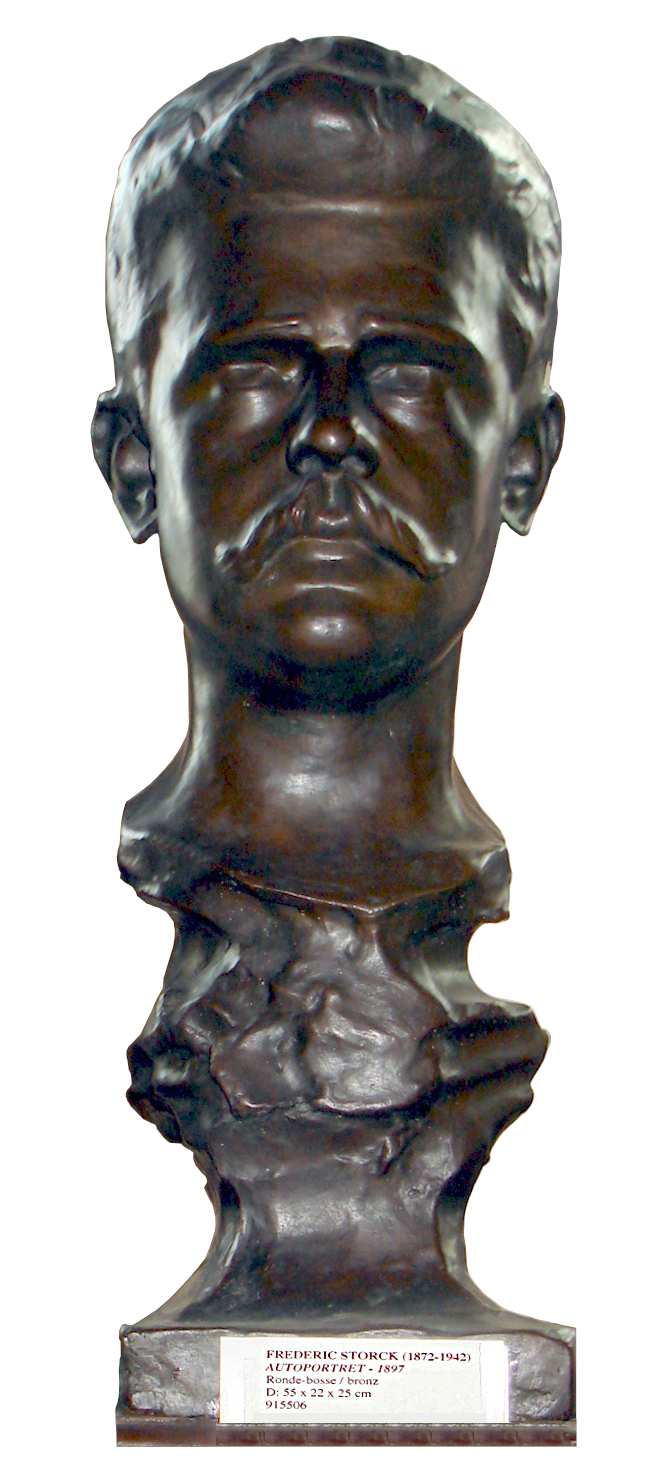
Autoritratto di Frederic Storck (1897) esposto al Museo d'arte Frederic Storck e Cecilia Cuțescu-Storck

Era figlio dello scultore Karl Storck e fratello di Carol Storck. Sposò la pittrice Cecilia Cuțescu-Storck. 
Studiò all'Università Nazionale d'Arte di Bucarest dove ebbe come docente Ion Georgescu, poi proseguì gli studi a Monaco di Baviera. Fu insegnante alla Scuola di belle arti di Bucarest e membro fondatore della società Tinerimea artistică ("Gioventù artistica"). 
Dotato di uno stile classico e di una particolare attenzione al dettaglio, ritrasse figure di rilievo come Ion Heliade Rădulescu, Alexandru Macedonski, Anastase Simu, il re Carlo I di Romania, Elisabetta di Wied, Friedrich Schiller, Johann Wolfgang von Goethe, Alfonso Castaldi, Florica Condrus,, Spiru Haret e molti altri. Era noto per le sue sculture allegoriche come "Adevărul" al Palazzo di Giustizia di Bucarest e "Industria" e "Agricoltura" al Palazzo amministrativo di Galați, esposte nel 1907 presso la rotonda dell'Ateneo rumeno. Negli ultimi anni di vita eseguì sculture dalle forme concentriche e stilizzate, come ad esempio "Adolescenza" e "Ritratto di donna". 
Tra le sue opere più note figurano: 
- La statua di Mihai Eminescu realizzata nel 1911 sita nel Parco centrale di Galați.[3]
- La statua di Constantin Codrescu, che fu eretta nel 1903 dalla Fondazione dell'Ospedale "Elena Beldiman" e si trova all'interno dell'Ospedale per adulti municipale di Bârlad. Scolpita in marmo bianco, la statua raffigura il dottore Constantin Codrescu in piedi con un libro nella mano sinistra, l'atto fondativo dell'edificio dell'ospedale nella mano destra e alcune delle sue pubblicazioni sul piedistallo. La base, anch'essa in marmo, è decorata in rilievo con pannelli realizzati con corone di alloro.[4]
- Monumento funebre a Karl Storck e Carol Storck presso il Cimitero evangelico di Bucarest.[5]
- Le 4 sculture raffiguranti gli Evangelisti (1903-1905), montate nei 4 angoli della Cappella Gheorghieff del Cimitero di Bellu.[1]
- Una delle statue dei Giganti alta 3,5 m e realizzata nel 1906, situata nel Parco Carlo I di Bucarest.
- I sarcofagi in marmo per la tomba di Radu IV cel Mare e per la bara con la testa di Michele il Coraggioso presso la chiesa del monastero di Dealu.
- Il busto di Alexandru Obregia, inaugurato il 22 giugno 1935 davanti al padiglione centrale dell'Ospedale psichiatrico clinico "Alexandru Obregia" di Bucarest.

## Il museo
La sua casa, progettata da sua moglie Cecilia Cuțescu-Storck e decorata con murales, divenne un museo nel 1951. Ospita le opere dei tre scultori della famiglia Storck, nonché le opere della pittrice Cecilia Cuțescu Storck. Vi sono anche collezioni di mobili d'arte, sculture in legno e pietra del XVI e XVII secolo, medaglie, monete, antiche icone rumene e ceramiche popolari, nonché diverse opere figurative come ritratti, nudi, teste in bronzo e marmo, targhe e oggetti di valore numismatico appartenenti allo stesso Storck.